# 쉬드방다마주

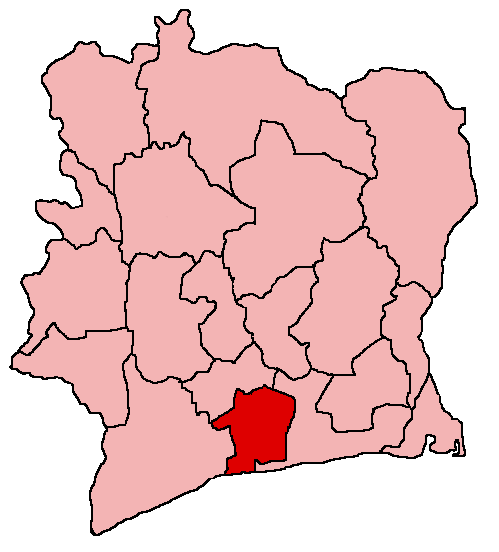
쉬드방다마주

쉬드방다마주(프랑스어: Sud-Bandama) 또는 남방다마주는 코트디부아르에 존재했던 행정 구역이다. 주도는 디보이며 면적은 10,650km2, 인구는 826,300명(2002년 기준)이었다. 4개의 하위 행정 구역(디보, 프레스코, 기트리, 라코타)을 관할했다.